# Kręty Brzeg
Kręty Brzeg (biał. Круты Бераг, Kruty Bierah; ros. Крутой Берег, Krutoj Bierieg) – wieś na Białorusi, w obwodzie mińskim, w rejonie nieświeskim, w sielsowiecie Lipa, nad Uszą.

## Historia
W Rzeczypospolitej Obojga Narodów znajdował się w województwie nowogródzkim, w powiecie nowogródzkim. W 1492 wielki książę litewski Aleksander Jagiellończyk nadał wieś Piotrowi Kiszce. W 1533 Anna Kiszka wniosła ją w posagu do rodu Radziwiłłów, w ramach którego należał do ordynacji nieświeskiej.
W XIX i w początkach XX w. położony był w Rosji, w guberni mińskiej, w powiecie nowogródzkim, w gminie Horodziej.
W dwudziestoleciu międzywojennym leżał w Polsce, w województwie nowogródzkim, w powiecie nieświeskim, w gminie Horodziej. W 1921 miejscowość liczyła 742 mieszkańców, zamieszkałych w 133 budynkach, w tym 718 Białorusinów i 24 Polaków. 674 mieszkańców było wyznania prawosławnego, 63 rzymskokatolickiego i 5 mojżeszowego.
Po II wojnie światowej w granicach Związku Sowieckiego. Od 1991 w niepodległej Białorusi.